# Corine Pelluchon
Corine Pelluchon, née le 2 novembre 1967 à Barbezieux-Saint-Hilaire, est une philosophe, professeure de philosophie à l'université Gustave-Eiffel et essayiste française. Elle s'intéresse particulièrement aux questions d'éthique et de philosophie morale et politique.

## Biographie
Corine Pelluchon est agrégée de philosophie en 1997. Elle soutient une thèse intitulée « La critique des Lumières modernes chez Leo Strauss » à l'université Panthéon-Sorbonne en 2003, puis une habilitation universitaire en philosophie intitulée « Bioéthique, écologie et philosophie politique : propositions pour un enrichissement de la philosophie du sujet », en 2010. Elle est nommée professeure de philosophie à l'université de Franche-Comté puis, en 2016, rejoint l'université Paris-Est-Marne-la-Vallée devenue en 2020 l'université Gustave-Eiffel, où elle est membre statutaire du laboratoire interdisciplinaire d'étude du politique Hannah Arendt.
Elle a été conseillère littéraire pour Alma éditeur ainsi que membre du conseil scientifique de la fondation Nicolas-Hulot pour la nature et l'homme, de 2017 à 2020.

## Recherches
Elle s'intéresse aux questions d'éthique appliquée, à l'éthique médicale, à la question animale, à l'écologie politique et à l'éthique de l'environnement.

## Publications

### Ouvrages
- La Flamme ivre, Desclée de Brouwer, coll. « Littérature ouverte », 1999  (ISBN 2-220-04640-0)
- Leo Strauss, une autre raison, d'autres Lumières : essai sur la crise de la rationalité contemporaine, Vrin, coll. « Problèmes et Controverses », 2005  (ISBN 2-7116-1756-4)
- L'Autonomie brisée. Bioéthique et philosophie, Paris, PUF, coll. « Léviathan », 2009, 315 p. (ISBN 978-2-13-057371-5)
- La Raison du sensible : entretiens autour de la bioéthique, Artège, 2009  (ISBN 978-2-916053-59-2)
- Éléments pour une éthique de la vulnérabilité : les hommes, les animaux, la nature, Paris, Le Cerf, coll. « Humanités », 2011  (ISBN 978-2-204-08824-4)
- Comment va Marianne ? : conte philosophique et républicain, Paris, François Bourin, 2012
- Tu ne tueras point : réflexions sur l'actualité de l'interdit du meurtre, Paris, Le Cerf, coll. « Passages », 2013
- Les Nourritures : philosophie du corps politique, Paris, Seuil, coll. « L'Ordre philosophique », 2015  (ISBN 978-2-02117-037-5)
- Manifeste animaliste : politiser la cause animale, Alma éditeur, 2017  (ISBN 978-2362792137)
- Éthique de la considération, Paris, Seuil, coll. « L'Ordre philosophique », 2018  (ISBN 9782021321609)
- Pour comprendre Levinas, Seuil, coll. « La couleur des idées », 2020  (ISBN 978-2021442175)
- Réparons le monde. Humains, animaux, nature, Rivages, coll. « Petite Bibliothèque », 2020  (ISBN 2743649984)
- Les Lumières à l'âge du vivant, Seuil, coll. « Ordres philosophiques », 2021  (ISBN 2021425010)[8],[9]
- Paul Ricœur, philosophe de la reconstruction : Soin, attestation, justice, Presses universitaires de France, 2022  (ISBN 9782130827207)
- L'Espérance ou la traversée de l'impossible, Rivages, coll. « Bibliothèque », 2023  (ISBN 9782743658472)
- L'Être et la Mer. Pour un existentialisme écologique, PUF, 2024  (ISBN 9782130850434)
- La Démocratie sans emprise ou la puissance du féminin, Rivages, 2025  (ISBN 9782743666200)

### Traduction
- Leo Strauss, La Critique de la religion chez Hobbes, Paris, PUF, coll. « Fondements de la politique », 2005  (ISBN 2-13-054688-9)

## Prix et distinctions
- 2006 : prix François-Furet[10]
- 2012 : prix Moron pour son livre Éléments pour une éthique de la vulnérabilité. Les hommes, les animaux, la nature[11]
- 2015 : prix Édouard-Bonnefous pour son livre Les Nourritures. Philosophie du corps politique[12]
- 2016 : prix Paris-Liège de l'essai pour Les Nourritures. Philosophie du corps politique[10]
- 2020 : prix Günther Anders[13]
- 2025 : 
  - prix Leopold Lucas[14]
  - médaille de l'Académie de marine pour L'être et la mer. Pour un existentialisme écologique, PUF, 2024[15].
  - docteure honoris causa de l'université d'Ioánnina, Grèce[16].